# 링타오
링타오(중국어 정체자: 凌濤, 병음: Líng Tāo, 한자음: 능도, 1989년 10월 22일 ~ )는 중화민국의 정치인이다. 2022년 타오위안시 제1선거구의 시의원으로 당선된다.

## 학력
- 국립 정치 대학 정치학사
- 국립 자오퉁 대학 경영관리석사
- 코넬 대학교 공공행정법학 석학

## 같이 보기
- 중국국민당